# Gabriel Désert
Pour les articles homonymes, voir Désert (homonymie).
Gabriel Désert, né le 22 décembre 1924 à Condé-sur-Noireau et mort le 27 janvier 2004 à Caen, est un historien français d'histoire contemporaine, spécialiste d'histoire économique et sociale.

## Biographie
Né à Condé-sur-Noireau dans un milieu social ouvrier et rural, Gabriel Désert passe avec succès le CAPES et l'agrégation en 1953. Il est assistant à l'université de Caen en 1962 et obtient sa thèse de doctorat en 1971 une société rurale au XIXe siècle : les paysans du Calvados. Il est professeur à l'université de Caen en 1973.
Il dirige le centre de recherches en histoire quantitative de l'université de Caen pendant 15 ans et anticipe la reconnaissance due au patrimoine industriel dès 1980. Il dirige les Annales de Normandie de 1972 à 1991.

## Publications
- La France de Napoléon III,  Culture, art, loisirs, 1970
- Les Archives hospitalières, Annales de Normandie, 1977
- La Normandie de 1900 à nos jours, Privat, 1978
- Problèmes agraires et société rurale. Normandie et Europe du Nord-Ouest (XIVe-XIXe siècles), Annales de Normandie, 1979
- Histoire de Caen, Privat, 1981
- (préf. Pierre Chaunu) Marginalité, déviance, pauvreté, 1981
- La vie quotidienne sur les plages normandes du Second Empire aux années folles, Hachette, 1983
- La Révolution française en Normandie, Privat, 1989
- Atlas historique et statistique de la Normandie occidentale à l'époque contemporaine, 1997-2000
- Les foires agricoles en Basse-Normandie, OREP, 2000
- Les paysans du Calvados, 1815-1895, CRHQ, 2007